# Melvin Leroy Shelton
Melvin Leroy Shelton (Wichita (Kansas), 15 juli 1932) is een Amerikaans componist, muziekpedagoog, dirigent en trompettist.

## Levensloop
Shelton studeerde aan de Wichita State University in Wichita (Kansas) en aan de University of Idaho in Boise. Gedurende 36 jaar werkte hij als muziekpedagoog en dirigent aan openbare scholen (Lawsonville Elementary School, Lawsonville (North Carolina)) en aan universiteiten in de Verenigde Staten. Hij is nu professor emeritus aan de Boise State University in Boise, waar hij de laatste 24 jaar van zijn beroepsleven als dirigent van de harmonieorkesten en professor voor orkestdirectie, arrangementen en muziek-pedagogiek werkte. 
Verder was hij eerste trompettist van het Boise Philharmonic Orchestra en het Philharmonic Brass Quintet. Shelton was ook werkzaam als bestuurslid van de Music Educators National Conference, de College Band Directors National Conference en de National Band Association.
Van het Vandercook College of Music in Chicago werd hij als ere-doctor onderscheiden. 
Als componist schreef hij vooral voor harmonieorkest.

## Composities

### Werken voor harmonieorkest
- 1989 Air for Winds
- 1989 Golden Jubilee
- 1990 Timberline
- 2002 An American Celebration
- Basque Rhapsody
- Centennial
- Elegy
- Grand Tetons
- Holiday for Band, ouverture
- Overture Jubiloso
- Western Jamboree
- West Wind Suite
  1. March
  2. Soliloquy
  3. Dance